# Anton Hrnko
Anton Hrnko (* 31. ledna 1955) je slovenský historik a politik. Člen Slovenské národní strany a člen Národní rady Slovenska.
Dříve byl členem Komunistické strany Československa.
Dne 10. března 2019 byla jeho manželka Blanka, syn Martin a dcera Michala cestujícími letu Ethiopian Airlines 302, který se zřítil krátce po startu, což mělo za následek smrt všech lidí na palubě.
Byl spoluautorem knihy Slovenské dejiny od úsvitu po súčasnosť.